# Нанкоку
Нанко́ку (яп. 南国市, なんこくし, МФА: [nankoku ɕi]?) — місто в Японії, в префектурі Коті. Розташоване в південній частині префектури.    Отримало статус міста 1959 року. Площа становить 125,35 км². Станом на 1 липня 2012 року населення складало 48 812  осіб, густота населення — 389 осіб/км².     

## Демографія
Згідно з даними перепису Японії, населення Нанкону зменшується з 2010 року. Станом на 1 жовтня 2020 року населення складало 46 664 осіб, з яких чоловіків — 22 130 осіб, жінок — 24 534 осіб. Густота населення — 372,4 осіб/км².

## Транспорт
- Аеропорт Коті (Нанкоку, Коті)